# 杜利亞比
49°30′46″N 24°43′34″E / 49.51278°N 24.72611°E
杜利亞比（烏克蘭語：Дуляби）是位於烏克蘭西南部的村莊，由泰爾諾皮爾州泰爾諾皮爾區的納拉伊夫市鎮負責管轄。該村面積1.73平方公里，2021年人口4，人口密度每平方公里445.1人。